# Frederica de Schlieben
Frederica Amália de Schlieben (em alemão:  Friederike Amalie; Königsberg, 28 de fevereiro de 1757 — Schleswig, 17 de dezembro de 1827) foi condessa de Schlieben por nascimento, e duquesa consorte de Schleswig-Holstein-Sonderburg-Beck pelo seu casamento com Frederico Carlos Luís, Duque de Schleswig-Holstein-Sonderburg-Beck.

## Família
Frederica Amália foi a filha mais nova do conde, Carlos Leopoldo de Schlieben e da condessa Maria Leonor de Lehndorff. Seus avós paternos eram o conde Jorge Adão de Schlieben e a condessa Catarina Doroteia Finck de Finckenstein. Seu avô materno era o conde Ahasverus Ernesto de Lehndorff.
Ela tinha uma irmã mais velha, Maria Carolina Sofia Fernanda, que viveu até os 80 anos, mas não teve marido e nem filhos.

## Biografia
A condessa Frederica, aos vinte e três anos, casou-se com o duque Frederico Carlos, de vinte e dois anos, em 9 de março de 1780. Ele era filho do príncipe Carlos Antônio de Schleswig-Holstein-Sonderburg-Beck e da condessa Frederica Carlota de Dohna-Leistenau.
O duque e a duquesa tiveram três filhos. O duque morreu em 25 de março de 1816, aos cinquenta e oito anos de idade.
A duquesa Frederica faleceu onze anos após o marido, em 17 de dezembro de 1827, aos setenta anos de idade, em Schleswig.

## Descendência
- Frederica de Schleswig-Holstein-Sonderburg-Beck (13 de dezembro de 1780 – 19 de janeiro de 1862), esposa de Samuel, barão Richthofen. Sem descendência;
- Luísa de Schleswig-Holstein-Sonderburg-Beck (28 de setembro de 1783 – 24 de novembro de 1803), esposa de um duque de Anhalt-Köthen, cujo nome é deconhecido. Sem descendência;
- Frederico Guilherme, Duque de Schleswig-Holstein-Sonderburg-Glücksburg (4 de janeiro de 1785 – 27 de fevereiro de 1831), sucessor do pai. Foi marido de Luísa Carolina de Hesse-Cassel, com quem teve dez filhos.

## Títulos e estilos
- 28 de fevereiro de 1757 – 9 de março de 1780: Condessa Frederica de Schlieben;
- 9 de março de 1780 – 25 de março de 1816: Sua Alteza Sereníssima a Duquesa de Schleswig-Holstein-Sonderburg-Beck;
- 25 de março de 1816 –  17 de dezembro de 1827: Sua Alteza Sereníssima a Duquesa Viúva de Schleswig-Holstein-Sonderburg-Beck.